# Kurtzia ephaedra
Kurtzia ephaedra é uma espécie de gastrópode do gênero Kurtzia, pertencente a família Mangeliidae.